# Šmalkaldský barevnohlávek
Šmalkaldský barevnohlávek je plemeno holuba domácího pocházející z Durynska a Saska. Je to středně velký holub tělesnými tvary připomínající holuba skalního, u kterého byly však šlechtěním vytvořené nápadné pernaté ozdoby, tzv. paruku a dlouhé rousy. V seznamu plemen EE patří do plemenné skupiny strukturových plemen a je zapsán pod číslem 0602.
Šmalkaldský barevnohlávek byl ještě nedávno řazen mezi plemena barevná, se kterými má stále mnoho znaků společných. Je to větší holub tzv. polního typu se zaoblenou hlavou s vysokým čelem a tmavýma očima, delším krkem a širokou a hlubokou hrudí. Křídla jsou nesená na dlouhém ocase. Chová se pouze v kresbě barevnohlávka, v bílém opeření má barevnou pouze hlavu a ocas včetně ocasních krovek a podocasníku.
Se strukturovými holuby jej pojí rozvoj pernatých ozdob. Vysoká lasturovitá chocholka je zvětšená do podoby paruky, která se skládá ze tří částí, řetězu, klobouku a hřívy. Řetěz je tvořen odstávajícím peřím na přední straně krku, které plynule přechází v klobouk kryjící temeno hlavy a hřívu na šíji ptáka. Opeřením připomíná parukáře nebo staroholandského kapucína, jeho paruka je ale menší. Na rozdíl od nich je šmalkaldský barevnohlávek rousný, jeho rous je bohatý, dlouhý a doplněný supími pery.
Nejstarším a nejlépe prošlechtěným barevným rázem je ráz černý. Dále se vyskytují ráz modrý, červený, žlutý a vzácně i stříbřitý.